# Boblî, Turiisk
Boblî (în ucraineană Бобли) este localitatea de reședință a comunei Boblî din raionul Turiisk, regiunea Volînia, Ucraina.

## Demografie
Componența lingvistică a localității Boblî
     Ucraineană (99,69%)
     Alte limbi (0,31%)
Conform recensământului din 2001, majoritatea populației localității Boblî era vorbitoare de ucraineană (99,69%), existând în minoritate și vorbitori de alte limbi.